# 劇場版 NARUTO -ナルト- 大興奮!みかづき島のアニマル騒動だってばよ
『劇場版 NARUTO -ナルト- 大興奮!みかづき島のアニマル騒動だってばよ』（げきじょうばん ナルト だいこうふん!みかづきじまのアニマルパニックだってばよ）は、2006年8月5日に公開された、漫画『NARUTO -ナルト-』を原作としたテレビアニメの劇場版。劇場版第3作目。アニメ第1期の劇場版としては、これが最終作である為か当初今作に関するCMや予告映像では第一部完結編と言われていたが特に一部完結を思わせる内容ではなかった。本作のゲスト声優としてアニマル浜口・京子親子とレギュラーとMARIAが出演し、以降芸能人がゲスト声優を務める作品は劇場版 NARUTO -ナルト- ブラッド・プリズンまで待つこととなった。
海外においては、台湾では2007年2月2日、韓国では2007年1月4日にそれぞれ公開された（ただし、韓国では劇場版1,2作目は未公開）。

## ストーリー
南海の彼方に、「みかづき島」という常夏の島にある月の国があり、その国の王子は諸国漫遊の旅の途中で、間もなく帰国するらしい。その王子（ミチル）と息子（ヒカル）を護衛する任務が、カカシ隊第7班とロック・リー（以下、「7班」）に与えられた。
道中、立ち寄ったサーカス団を気に入ったという理由だけで丸ごと買い上げたりと、常識からかけ離れた行動を取るミチル・ヒカル親子のことをナルト達は理解出来ないでいたが、ヒカルの勇気ある行動をきっかけにナルトとヒカルは仲良しになる。しかし、ナルトとヒカル達が月の国へ戻ると、大臣シャバダバの画策により、月の国はクーデターに陥り、ミチルの父親である現国王は失脚していた。その後、シャバダバが雇った3人の忍によりミチルは捕らえられ、処刑される事となる。
7班やサーカス団らの協力の下、ヒカルとナルトが、一緒にミチルを救う。

## 登場人物

### メインキャラクター
- うずまきナルト（声 - 竹内順子）
- 春野サクラ（声 - 中村千絵）
- はたけカカシ（声 - 井上和彦）
- ロック・リー（声 - 増川洋一）
- 五代目火影・綱手（声 - 勝生真沙子）

以上の人物についてはリンク先のページおよびNARUTO -ナルト-の登場人物を参照。

### オリジナルキャラクター

#### 月の国
ツキミチル
声 - 大塚明夫
月の国の王子。わがままで、次期国王としての自覚に欠けている。
ツキヒカル
声 - 池田恭祐
ミチルの息子。かなり冷めた性格で、父と同様にわがままだが、徐々にナルト達との旅を通して少しずつ変わってゆく。
アマヨ
声 - 林真里花
ミチルの妻で、ヒカルの母親。ミチルに愛想を尽かして別居し、現在は実家に住んでいる。
ツキカケル
声 - 納谷六朗
月の国の国王。城から逃げる際にイシダテの術で体の一部が石化し、サクラの治療を受けるも間に合わずに息を引き取る。
コレガ
声 - 浜田賢二
月の国の軍人。数名の部下と共にカケルを連れて城から逃げるが、最後はイシダテの術で石化させられた上に身体を砕かれて死亡する。
イシダテ
声 - 菅原正志
3忍者のリーダー。右手で掴んだものを石に変えることができ、自在に石を操ることも可能である。ミチルを助ける際にナルトと戦うが、最後はヒカルやミチルの手助けで更に力を増したナルトの「螺旋丸」の前に敗れる。
カレンバナ
声 - 寺田はるひ
3忍者の紅一点。一見子供に見えるが、実は22歳である。花を使った幻術を得意としている。サクラと戦い、一時は幻術で追い詰めるが、最後は幻術を見切ったサクラの鉄拳を受けて敗れた。長髪だが実はカツラで下は短髪。
コンゴウ
声 - 江川央生
3忍者の一人。それなりの怪力を持ち、それを活かした戦法を得意とする。リーと戦うが、最後は「裏蓮華」で敗れた。
シャバダバ
声 - 佐々木梅治
月の国の宰相。国王であるカケルを裏切ってクーデターを画策しており、後にイシダテたち3忍者を使ってカケルを殺害し、事実上の国王に収まる。その後、国王の息子であるミチルと彼の息子であるヒカルの殺害を目論み、また途中から邪魔に入ったナルト達の排除も狙ってイシダテたちを刺客として放ったが、終盤では自分の命令に背いたイシダテを叱りつけた際にそれに激怒した彼の術によって石化させられ、最後はナルトの「螺旋丸」の衝撃を受けたことで身体を砕かれて死亡する。

## スタッフ
- 監督・脚本 - 都留稔幸
- キャラクターデザイン - 西尾鉄也、鈴木博文
- プロップデザイン - 田中比呂人、清水恵子、枡田浩史
- 画面レイアウト - 田中比呂人
- 絵コンテ - 舛成孝二、松本憲生、松竹徳幸、山下祐、高岡淳一、佐藤雄三、有冨興二、都留稔幸
- 演出 - 山下祐、有冨興二
- 演出協力 - 舛成孝二
- 作画監督 - 鈴木博文、田中比呂人、窪詔之、清水恵子、櫻井親良、遠藤裕一、枡田浩史、高木弘樹
- エフェクト作画監督 - 枡田浩史
- 美術監督 - 長崎斉
- 色彩設計 - 佐藤祐子
- 撮影監督 - 松本敦穂
- 編集 - 及川雪江、森田清次
- 音楽 - 増田俊郎&六三四プロジェクト
- 録音演出 - 神尾千春
- 音響演出 - えびなやすのり
- プロデューサー - 小林教子、押切万耀
- アニメーション制作 - studioぴえろ
- 製作 - 劇場版NARUTO製作委員会（テレビ東京、集英社、ぴえろ、東宝、アニプレックス、電通、バンダイ）

### 原画
松本憲生　山口明子　佐々木守　鈴木大　石川準
中鶴勝祥　松崎正　君島繁　佐々木美和　多田雅治
吉田忠勝　木村文代　星和伸　吉木正行　枡田浩史
櫻井親良　高木弘樹　山下祐　鈴木博文　窪詔之
田中比呂人
岸田隆宏　浜州英喜　米澤優　りょーちも 沓名健一
野崎敦子　清水義治　林祐己　八崎健二　こたけあゆむ
木々四郎　佐藤雄三　増田敏彦　遠藤裕一　大谷敦子
練木正宏　杉江敏治　小西賢一　小田真弓　菅井翔
林一哉　植村淳　小野陽子　中西麻実子　堀越久美子
福田忠　大杉宜弘　大河原晴男　石倉敬一　斎藤和也
池内直子　内木美佳　卯野一郎　長町英樹　佐野隆雄
服部聰史　岸友洋　樋口聡美　岸義之　細居美恵子
芝美奈子　久保田誓　矢沼正太　鈴木陽子　三好和也
山川浩臣　亀岡一朗　甲斐秦之　杉藤さゆり　大竹紀子
木下裕孝　遠藤正明　川崎博嗣　橋本晋治　薮野浩二　
千葉崇洋　二宮常雄
西尾鉄也

## 主題歌
- MARIA「つぼみ」
  - 作詞 - MARIA
  - 作曲 - TATTSU
  - 編曲 - 安原兵衛

## 映像ソフト化
- 本編のDVDは2007年4月25日発売。

## テレビ放送
※ いずれもテレビ東京およびテレビ東京系列の放送。
- 2007年8月12日 10時30分 - 12時20分[2]
- 2008年1月2日 8時00分 - 9時55分[2]